# Équipe de Belgique des moins de 16 ans de football
Maillots
L'équipe de Belgique de football des moins de 16 ans, abrégée en U16, est constituée par une sélection des meilleurs joueurs belges de 16 ans ou moins sous l'égide de la Royal Belgian Football Association (RBFA).
Il s'agit de la deuxième catégorie d'âge du football international de jeunes dont les joueurs sont préparés en vue d'effectuer le pas vers la catégorie suivante, les U17, qui est la première catégorie compétitive et dispute le Championnat d'Europe des moins de 17 ans et, potentiellement, la Coupe du monde des moins de 17 ans.
La catégorie des U16 n'a quant à elle pas d'Euro à jouer et dispute principalement des matchs amicaux en participant à divers tournois de jeunes afin de lui permettre de s'aguerrir aux exigences internationales. D'autre part, les moins de 16 ans se concentrent également toute la saison sur l'UEFA Development Tournament (en), l'un des projets de football junior d’élite de la fédération européenne qui a vu le jour en 2012 et a pour but de créer un environnement optimal permettant aux jeunes de développer leur carrière internationale,.

## Historique
De 1982 à 2001, le Championnat d'Europe est destiné aux moins de 16 ans et cette sélection voit ainsi le jour afin d'y participer.

## Résultats de l'équipe de Belgique des moins de 16 ans

### Palmarès
- Championnat d'Europe des moins de 16 ans :
  - Quart de finale en 1993, 1995 et 1997
- Coupe égéenne des moins de 16 ans (cs)[3] :
  - Finaliste : 2008
  - Troisième : 2007 et 2012
  - Quatrième : 2003

### Parcours en Championnat d'Europe des moins de 16 ans
L'équipe belge des moins de 16 ans a participé à huit reprises à la phase finale du Championnat d'Europe des moins de 16 ans, six fois via les qualifications et une fois en tant que pays organisateur. Sa meilleure performance dans la compétition est un quart de finale, atteinte à trois occasions en 1993, en 1995 et en 1997.
| Phase finale | Phase finale     | Phase finale  | Phase finale  | Phase finale  | Phase finale  | Phase finale  | Phase finale  | Phase finale  |                   | Phase qualificative | Phase qualificative | Phase qualificative | Phase qualificative | Phase qualificative | Phase qualificative | Phase qualificative |
| Édition      | Résultat         | Classement    | J             | G             | N             | P             | BP            | BC            | Class.            | J                   | G                   | N                   | P                   | BP                  | BC                  |                     |
| ------------ | ---------------- | ------------- | ------------- | ------------- | ------------- | ------------- | ------------- | ------------- | ----------------- | ------------------- | ------------------- | ------------------- | ------------------- | ------------------- | ------------------- | ------------------- |
| 1982         | Non qualifiée    | Non qualifiée | Non qualifiée | Non qualifiée | Non qualifiée | Non qualifiée | Non qualifiée | Non qualifiée | 2/4               | 6                   | 2                   | 3                   | 1                   | 4                   | 5                   |                     |
| 1984         | Non qualifiée    | Non qualifiée | Non qualifiée | Non qualifiée | Non qualifiée | Non qualifiée | Non qualifiée | Non qualifiée | 3/4               | 6                   | 2                   | 1                   | 3                   | 7                   | 11                  |                     |
| 1985         | Non qualifiée    | Non qualifiée | Non qualifiée | Non qualifiée | Non qualifiée | Non qualifiée | Non qualifiée | Non qualifiée | 3/3               | 4                   | 1                   | 1                   | 2                   | 3                   | 5                   |                     |
| 1986         | Non qualifiée    | Non qualifiée | Non qualifiée | Non qualifiée | Non qualifiée | Non qualifiée | Non qualifiée | Non qualifiée | 2/2               | 2                   | 0                   | 1                   | 1                   | 1                   | 3                   |                     |
| 1987         | Non qualifiée    | Non qualifiée | Non qualifiée | Non qualifiée | Non qualifiée | Non qualifiée | Non qualifiée | Non qualifiée | 2/2               | 2                   | 0                   | 0                   | 2                   | 0                   | 3                   |                     |
| 1988         | Phase de groupes | 9e            | 3             | 1             | 0             | 2             | 2             | 3             | 1/2               | 2                   | 2                   | 0                   | 0                   | 6                   | 0                   |                     |
| 1989         | Non qualifiée    | Non qualifiée | Non qualifiée | Non qualifiée | Non qualifiée | Non qualifiée | Non qualifiée | Non qualifiée | 2/3               | 4                   | 2                   | 0                   | 2                   | 6                   | 6                   |                     |
| 1990         | Phase de groupes | 12e           | 3             | 0             | 1             | 2             | 1             | 4             | 1/2               | 2                   | 1                   | 1                   | 0                   | 2                   | 1                   |                     |
| 1991         | Non qualifiée    | Non qualifiée | Non qualifiée | Non qualifiée | Non qualifiée | Non qualifiée | Non qualifiée | Non qualifiée | 2/2               | 2                   | 0                   | 1                   | 1                   | 1                   | 4                   |                     |
| 1992         | Non qualifiée    | Non qualifiée | Non qualifiée | Non qualifiée | Non qualifiée | Non qualifiée | Non qualifiée | Non qualifiée | 2/2               | 2                   | 0                   | 0                   | 2                   | 1                   | 5                   |                     |
| 1993         | Quart de finale  | 6e            | 4             | 1             | 3             | 0             | 3             | 2             | 1/2               | 2                   | 1                   | 0                   | 1                   | 3                   | 2                   |                     |
| 1994         | Phase de groupes | 10e           | 3             | 1             | 0             | 2             | 3             | 7             | 1/2               | 2                   | 2                   | 0                   | 0                   | 7                   | 0                   |                     |
| 1995         | Quart de finale  | 5e            | 4             | 2             | 1             | 1             | 7             | 2             | Pays organisateur | Pays organisateur   | Pays organisateur   | Pays organisateur   | Pays organisateur   | Pays organisateur   | Pays organisateur   |                     |
| 1996         | Non qualifiée    | Non qualifiée | Non qualifiée | Non qualifiée | Non qualifiée | Non qualifiée | Non qualifiée | Non qualifiée | 3/3               | 2                   | 0                   | 0                   | 2                   | 0                   | 4                   |                     |
| 1997         | Quart de finale  | 5e            | 4             | 3             | 0             | 1             | 7             | 1             | 1/3               | 2                   | 2                   | 0                   | 0                   | 6                   | 2                   |                     |
| 1998         | Non qualifiée    | Non qualifiée | Non qualifiée | Non qualifiée | Non qualifiée | Non qualifiée | Non qualifiée | Non qualifiée | 3/3               | 2                   | 0                   | 0                   | 2                   | 1                   | 3                   |                     |
| 1999         | Non qualifiée    | Non qualifiée | Non qualifiée | Non qualifiée | Non qualifiée | Non qualifiée | Non qualifiée | Non qualifiée | 2/3               | 2                   | 1                   | 0                   | 1                   | 9                   | 4                   |                     |
| 2000         | Non qualifiée    | Non qualifiée | Non qualifiée | Non qualifiée | Non qualifiée | Non qualifiée | Non qualifiée | Non qualifiée | 3/3               | 2                   | 0                   | 0                   | 2                   | 1                   | 7                   |                     |
| 2001         | Phase de groupes | 9e            | 3             | 2             | 0             | 1             | 4             | 6             | 1/3               | 2                   | 1                   | 1                   | 0                   | 1                   | 0                   |                     |
| Total        | 7/19             |               | 24            | 10            | 5             | 9             | 27            | 25            |                   | 48                  | 17                  | 9                   | 22                  | 59                  | 65                  |                     |

## Joueurs emblématiques

### Joueurs les plus capés et meilleurs buteurs
| #  | Joueurs              | Période   | Capes | Buts |
| -- | -------------------- | --------- | ----- | ---- |
| 1. | Dimitri Daeseleire   | 2005–2006 | 20    | 0    |
| 2. | Marc Schaessens      | 1982–1985 | 19    | 7    |
| 2. | Anthony Vanden Borre | 2001–2003 | 19    | 5    |
| 2. | Sébastien Pocognoli  | 2002–2003 | 19    | 1    |
| 5. | Jordan Remacle       | 2002–2003 | 18    | 10   |
| 6. | Levent Nalıncı       | 2003–2004 | 17    | 5    |
| 6. | Samuel Nibombe       | 2022–2023 | 17    | 1    |
| 6. | Niels Ringoot        | 2005–2006 | 17    | 0    |
| 6. | Daan Van Gijseghem   | 2003–2004 | 17    | 0    |

Note : Les joueurs en gras sont encore en activité chez les U16.
| #  | Joueurs         | Période   | Buts | Capes | Moyenne |
| -- | --------------- | --------- | ---- | ----- | ------- |
| 1. | Andreas Pereira | 2011–2012 | 10   | 9     | 1.11    |
| 1. | Jordan Remacle  | 2002–2003 | 10   | 18    | 0.56    |
| 3. | Kevin Mirallas  | 2003      | 8    | 10    | 0.8     |
| 3. | Youri Tielemans | 2012–2013 | 8    | 10    | 0.8     |
| 5. | Marc Schaessens | 1982–1985 | 7    | 19    | 0.37    |

Note : Les joueurs en gras sont encore en activité chez les U16.

## Effectif actuel
Voici la liste des joueurs sélectionnés pour disputer l'UEFA Development Tournament (en) organisé à Benidorm et La Nucía du 22 au 27 avril et où les Belges affrontent la Turquie, l'Autriche et l'Espagne.
Sélections et buts actualisés le 11 mai 2025 après la rencontre contre l'Espagne.

### Appelés récemment
Les joueurs suivants ne font pas partie du dernier groupe appelé mais ont été retenus en équipe U16 lors des 12 derniers mois.
Les joueurs qui comportent le signe , sont blessés au moment de la dernière convocation.
Les joueurs qui comportent le signe , sont suspendus au moment de la dernière convocation.
Les joueurs qui comportent le signe , ont dépassé la limite d'âge au moment de la dernière convocation.
| Pos. | Nom                  | Date de Naissance | Sél. | Buts | Club                | Depuis | Dernier appel                                      |
| ---- | -------------------- | ----------------- | ---- | ---- | ------------------- | ------ | -------------------------------------------------- |
| ML   | Joshua Bethume       | 13 juin 2009      | 3    | 1    | Anderlecht U18      | 2024   | vs Italie -16 ans, 22 février 2025                 |
| DF   | Kobe Van Den Broeck  | 3 février 2009    | 3    | 0    | KRC Genk Youth      | 2024   | vs Italie -16 ans, 22 février 2025                 |
| AT   | Sami El Morabet      | 19 mai 2009       | 3    | 0    | KRC Genk Youth      | 2024   | vs Italie -16 ans, 22 février 2025                 |
| GB   | Lowie Piselé         | 17 septembre 2009 | 2    | 0    | Antwerp Form.       | 2025   | vs Italie -16 ans, 22 février 2025                 |
| DF   | Kiyan Achahbar       | 30 juin 2009      | 2    | 0    | KRC Genk Youth      | 2025   | vs Italie -16 ans, 22 février 2025                 |
| ML   | Mathieu Buyens       | 12 mars 2009      | 2    | 0    | PSV Eindhoven Form. | 2025   | vs Italie -16 ans, 22 février 2025                 |
| ML   | Joakim Lavia         | 9 février 2009    | 2    | 0    | Anderlecht Form.    | 2025   | vs Italie -16 ans, 22 février 2025                 |
| ML   | Assil Saidi          | 10 juin 2009      | 2    | 0    | KRC Genk Youth      | 2025   | vs Italie -16 ans, 22 février 2025                 |
| AT   | Obama Appiah         | 20 janvier 2009   | 2    | 0    | PSV Eindhoven Form. | 2025   | vs Italie -16 ans, 22 février 2025                 |
| GB   | Mattis Seghers       | 19 janvier 2009   | 1    | 0    | Anderlecht U18      | 2024   | vs République d'Irlande -16 ans, 29 septembre 2024 |
| DF   | Saliou Dia           | 11 juillet 2009   | 1    | 0    | Anderlecht Form.    | 2024   | vs République d'Irlande -16 ans, 29 septembre 2024 |
| ML   | Ilyas Benktib        | 23 janvier 2009   | 1    | 0    | Anderlecht U18      | 2024   | vs République d'Irlande -16 ans, 29 septembre 2024 |
| ML   | Ian-Confiance Muhire | 17 septembre 2009 | 1    | 0    | KRC Genk Youth      | 2024   | vs République d'Irlande -16 ans, 29 septembre 2024 |
| AT   | Jippe Caes           | 23 mars 2009      | 1    | 0    | Club Bruges Form.   | 2024   | vs République d'Irlande -16 ans, 29 septembre 2024 |
| GB   | Nael Desirs          | 9 mai 2009        | 0    | 0    | Standard Form.      | 2024   | vs République d'Irlande -16 ans, 29 septembre 2024 |